# 新凯马达
新凯马达（葡萄牙語：Queimada Nova）是巴西皮奥伊州的一个市镇。总面积1499.865平方公里，总人口9058人，人口密度6人/平方公里。